# Francesco Stivori
Francesco Stivori (Venècia, a l'entorn de 1550 - Graz, 1605) fou un organista i compositor italià.
Va estudiar amb Merulo i Gabrieli a la seva vila natal. Va ser organista de Montagnana vila propera a Venècia, i més tard de la cort d'Àustria a la ciutat de Graz on va morir.
Deixà les obres següents: Madrigali a quattro voci, con un dialogo a otto (Venècia, 1583); Motteti a cinquè voci (Venècia, 1587), i Mottetti a 6, 7 e 8 voci (Venècia, 1596).